# Manuscript (modern)
Een manuscript of handschrift is een met hand geschreven tekst. Meestal wordt hiermee de tekst van een nog niet gepubliceerd boek bedoeld. Dit wordt ook wel de kopij genoemd. Een getypte, maar niet gedrukte tekst heet een typoscript. Veel uitgevers verwachten dat de naar hun toegestuurde 'manuscripten' machinaal met een tekstverwerker opgemaakt zijn. Feitelijk wordt de term 'manuscript' dan fout gebruikt.
Manuscripten en typoscripten kunnen belangrijk zijn voor de letterkundige of historische bestudering van een tekst, vooral vanwege de verschillen tussen de handgeschreven en gedrukte tekst. Ze worden ook wel verzameld; zo bracht bijvoorbeeld het handschrift van de cultroman De Avonden van Gerard Reve op een veiling in 1996 160.000 gulden op, omgerekend ruim 94.000 euro's van 2008.